# Socovel Scooter
Der Socovel Scooter war ein Elektromotorrad des belgischen Herstellers Société pour l’Etude et la Construction de Véhicules électriques aus Brüssel. Mit mindestens 500 hergestellten Exemplaren war der Socovel Scooter das erste in größeren Stückzahlen gebaute Elektromotorrad.

## Geschichte
Die Brüder Maurice und Albert de Limelette entwickelten bereits 1938 herkömmliche Motorräder. Maurice leitete zusammen mit Paul Goffin das Konstruktionsbüro, während Albert die finanzielle Abteilung übernahm. 1940, am Anfang der deutschen Besatzung, stellte Socovel (die Abkürzung von Société pour l’Etude et la Construction de Véhicules électriques) ein Motorrad mit Elektroantrieb vor. Durch die Treibstoffrationierung fand der Socovel Scooter Anklang bei der deutschen Armee, die das Elektromotorrad auf Flugplätzen einsetzen wollte, und die Genehmigung für den Bau von 500 Exemplaren erteilte. Die ersten Modelle wurden mit kleineren Rädern ausgeliefert. Socovel soll – über die vereinbarte Stückzahl hinaus – weitere Exemplare gefertigt und diese „unhandlichen Kästen“ mit bereits ausgegebenen Fahrgestellnummern versehen haben. Nach dem Krieg stellte Socovel wieder konventionelle Motorräder her.

## Technische Daten
Der Motorradrahmen bestand aus einem Doppelrohrrahmen, das 18-Zoll-Vorderrad wurde mittels Trapezgabel gedämpft, das gleich große Hinterrad blieb ungefedert. Drei 6-Volt-Batterien mit 45 Ah sorgten für eine Reichweite von etwa 50 km. Die Leistung des Elektromotors wurde anfangs mit 0,5 PS, später mit 1 PS angegeben; die Ladezeit soll zehn Stunden betragen haben. Der Antrieb erfolgte mittels Kette auf das Hinterrad.